# Le canzoni del festival di Sanremo 1956 viste dal Quartetto Cetra
Le canzoni del festival di Sanremo 1956 viste dal Quartetto Cetra è il quarto album in studio del gruppo musicale italiano Quartetto Cetra, pubblicato il 14 aprile 1956.

## Tracce
Parte prima
1. Aprite le finestre - (testo: Pinchi - musica: Panzuti)
2. Albero caduto - (testo: Fiorelli - musica: Ruccione)
3. Lucia e Tobia - (testo: Panzeri - musica: D'Anzi)
4. Il bosco innamorato - (testo: Testoni - musica: Kramer)

Parte seconda
1. Musetto - (Modugno)
2. Amami se vuoi - (testo: Panzeri - musica: Mascheroni)
3. La colpa fu - (testo: Gippi, Beretta - musica: Sciorilli)
4. La vita è un paradiso di bugie - (testo: Calcagno  - musica: Oliviero)